# Arza (Czarnogóra)
Arza (cyr. Арза) – wieś w Czarnogórze, w gminie Tuzi. W 2011 roku liczyła 29 mieszkańców.